# EXILE LIVE TOUR 2013 "EXILE PRIDE" 9.27 FINAL
『EXILE LIVE TOUR 2013 "EXILE PRIDE" 9.27 FINAL』（エグザイル ライブ ツアー ニセンジュウサン エグザイル プライド キュウテンニナナ ファイナル）は、EXILEの9枚目のライブ・ビデオである。2014年3月31日にrhythm zoneから発売。

## 概要
本作は、2013年4月から9月にかけて5都市25公演で約102万人を動員した『EXILE LIVE TOUR 2013 EXILE PRIDE』より、EXILEのデビュー12周年目にあたる2013年9月27日に東京ドームにて行われた同ツアーのファイナル公演を収録。
3DVDと2Blu-rayの2形態でのリリース。超豪華ゴールドBOX仕様、HIROの勇退を記念した60Pスペシャルブックレット付き。
本編の他に、フジテレビ『めちゃ×2イケてるッ!』で放送された「三代目オカザイル in 名古屋ドーム」をボーナストラックとして収録。また、牧野耕一監督作品のEXILE HIROドキュメンタリー第三弾『EXILE PRIDE 3』を収録したディスクも付属。
今作は、2013年10月17日発売の『EXILE LIVE TOUR 2013 "EXILE PRIDE"』とは収録内容が異なる。また、HIROが出演するライブ映像としては最後の作品となる。

## 収録内容

### ライブ本編
1. EXILE PRIDE 〜こんな世界を愛するため〜
2. ALL NIGHT LONG
3. Each Other's Way 〜旅の途中〜
4. Flower Song
5. Choo Choo TRAIN
6. VICTORY
7. WON'T BE LONG
8. FIREWORKS
9. THINK 'BOUT IT! / THE SECOND from EXILE
10. SURVIVORS feat. DJ MAKIDAI from EXILE / THE SECOND from EXILE
11. FIGHTERS / 三代目J Soul Brothers
12. BURNING UP / 三代目J Soul Brothers VS GENERATIONS
13. Ti Amo
14. ふたつの唇
15. 道しるべ / EXILE ATSUSHI
16. with… / EXILE TAKAHIRO
17. PERFORMER'S PRIDE
18. BALLADメドレー（ただ…逢いたくて / Your eyes only 〜曖昧なぼくの輪郭〜 / We Will 〜あの場所で〜 / 運命のヒト / もっと強く / One love）
19. 道
20. Rising Sun
21. No Limit
22. I Wish For You
23. 時の描片〜トキノカケラ〜
24. BOW & ARROWS
25. Someday
26. 銀河鉄道999
27. 愛すべき未来へ
28. 24karats TRIBE OF GOLD / EXILE TRIBE（ENCORE）
29. Love, Dream & Happiness（ENCORE）
30. EXILE PRIDE 〜こんな世界を愛するため〜 / OKAXILE
31. Rising Sun / OKAXILE
32. Choo Choo TRAIN / OKAXILE
33. Love, Dream&Happiness / OKAXILE

### 特典ディスク
1. EXILE PRIDE 3
前作『EXILE PRIDE 2』の続編。